# Internationella teleunionen
Internationella teleunionen, International Telecommunication Union, ITU, (på franska UIT, Union internationale de télécommunication) är ett specialorgan inom Förenta nationerna (FN). 2008 var 191 stater medlemmar.

## Historia före 1948
ITU har gamla anor, men formerna har varierat genom tiderna. Under tidigt 1800-tal gjordes en hel del försök att med elektricitet överföra meddelanden, men inget av prövade tekniker fungerade särskilt väl. Inte förrän Samuel Morse presenterat den metod som tillerkändes amerikanskt patent 1840 som i all sin primitivitet dock fungerade hjälpligt, blev det framgång med den elektriska telegrafen. På kort tid inrättades många telegraflinjer i skilda länder, men systemen var tekniskt mycket individuellt konstruerade. Varje linjeägare hade sin egen uppfattning om det administrativa och hur driften skulle skötas.

Preussen som störst.

Europa var vid denna tid politiskt mycket splittrat, och exempelvis Preussen tvingades till hela 13 bilaterala avtal med grannstaterna, och inget avtal var det andra likt. Till slut blev situationen ohållbar, och vid ett möte i Paris kom 20 stater överens om att bilda International Telegraph Union (ITU) med syfte att skapa de enhetliga regler, som var nödvändiga. Vid mötet utarbetades den första Telegrafkonventionen som undertecknades den 17 maj 1865.

### World Telecommunication Day
Många år senare (1969) bestämde Förenta nationerna (FN) att man skulle inrätta en World Telecommunication Day, (WTD) då telekommunikationer skulle firas på olika sätt. Till minne av den historiska dag då International Telegraph Union bildades, bestämdes att WTD skulle årligen firas just den 17 maj.
I maj år 2006 inkluderades även informationsteknik i firandet av det som därefter heter World Telecommunication and Information Society Day (WTISD), Världstelekommunikationens och informationssamhällets dag.

### Tillämpningen av Telegrafkonventionen
Tillämpningen av Telekonventionen var till att börja med frivillig för unionens medlemmar, men detta blev senare obligatoriskt. Vid denna tid var telefonen ännu inte uppfunnen, så alla bestämmelser rörde enbart telegraf. Experiment med telefoner gjordes redan i mitten av 1800-talet, men det var först 1876 som det första telefonpatentet beviljades med Alexander Graham Bell som upphovsman.
Det var till att börja med inte möjligt att telefonera över längre avstånd, utan förbindelsenäten bildade bara spridda kommunikationsöar, och det fanns ingen anledning att standardisera en gemensam teknik att tillämpa inom alla telefonöar. Telekommunikationskonventionen var av mindre betydelse, när det gällde telefonförbindelser.

### Radiotelegraf
Det anses i allmänhet att radiotelegrafens födelse var det patent på "Trådlös telegraf genom elektriska vågor", som Guglielmo Marconi beviljades 1896. Andra har emellertid gjort Marconi äran stridig. Exempelvis Nikola Tesla ansåg att han var först, men förlorade i en rad juridiska tvistemål. Även Aleksandr Popov var tidigt ute, men det rönte inte samma internationella uppmärksamhet som Marconi och Tesla fick.
Radiotelegrafen fick snabbt genomslag, främst som säkerhetsanordning inom sjöfarten och för militära samband, där snabbt olika optiska telegrafsystem utkonkurrerades. 1906 var tiden mogen för en konferens i Berlin då man fastställde International Radiocommunication Convention, där behövliga bestämmelser för det nya radiomediet fastslogs. Till denna konvention fogades en bilaga Radio Regulations (RR) med detaljerade bestämmelser för uppdelning av radiofrekvensspektrum i band för olika slags användning. RR underhålls än i dag, mer än 100 år senare, men åtskilligt utvidgat med hänsynstagande till all ny teknik.

### Tekniska rekommendationer
De båda konventionerna från 1865 resp 1906 var "byråkratiska" dokument som innehöll administrativa regler. Det behövdes även teknisk samordning i floran av olika utrustningar, som skulle kommunicera med varandra såväl inom ett land som gränsöverskridande mellan olika stater. 1924 inrättade man därför Comité consultatif internationale de téléphonique (CCIF), den Internationella rådgivande telefonkommitten. 1925 bildades Comité consultatif internationale de télégraphique (CCIT), den Internationella rådgivande telegrafkommitten.
Valet av bokstaven F i akronymen CCIF kan synas märklig, men det gjordes för att det inte skulle förväxlas med det som blev CCIT för … télégraphique. F fick stå för uttalet av … phonique.
Vid en konferens 1927 i Washington DC bildades Comité consultatif internationale de radiocommunication (CCIR), Internationella rådgivande radiokommunikationskommitten.

### Telekommunikationskonventionen
Vid en konferens i Madrid 1932 beslöt man att slå samman Telegrafkonventionen från 1865 med Radiotelegrafkonventionen från 1906. Det nya dokumentet fick namnet International Telecommunication Convention, ITC

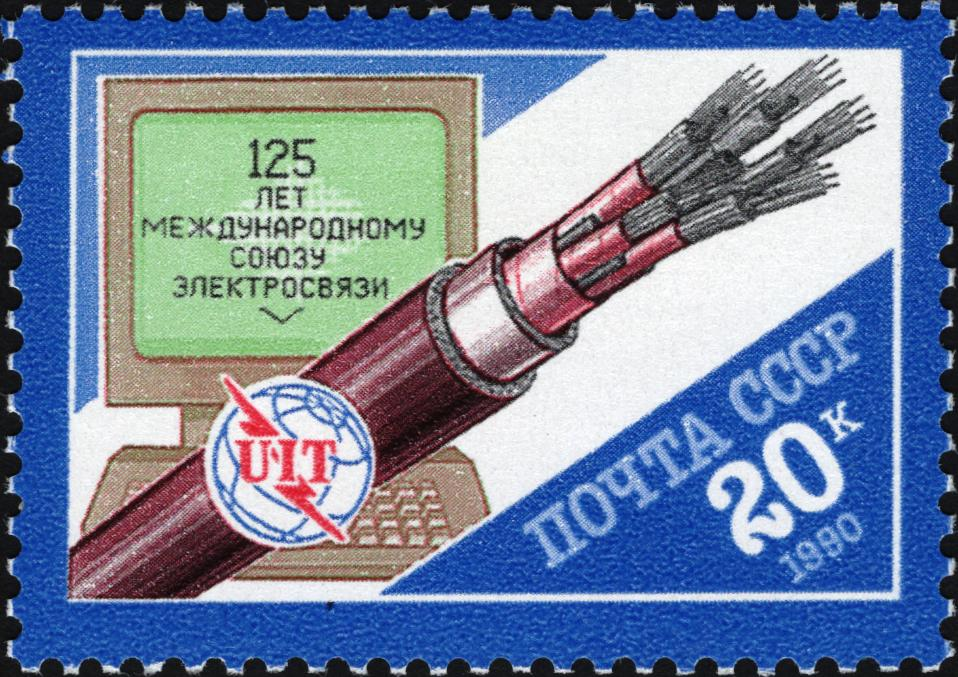
Internationala teleunionen – sovjetiskt frimärke från 125-årjubileet 1990.

## Historia efter 1948
Vid en konferens 1947 i Atlantic City i USA bildades Comité consultatif international de radiocommunications, CCIR.
I samband med att Nationernas Förbund efter Andra världskriget ombildades till Förenta Nationerna upptogs 1947-10-15 CCIR jämte CCIF och CCIT såsom Internationella Teleunionen som ett specialorgan inom FN.
1948 flyttade ITU från sitt tidigare säte i Bern till Genève och kom på så sätt närmare FN:s europakontor, som ligger i Genève.

### International Frequency Registration Board
I samband med flyttningen till Genève inrättades International Frequency Registration Board (IFRB), Internationella frekvensregistreringsstyrelsen. Den består av fem särskilt utsedda ledamöter, som till sin hjälp har en stor stab av anställda tjänstemän för det praktiska arbetet. IFRB har stort inflytande på detaljuformningen av Radioreglementet.

### Lokaliteter
Efter några år utvidgade man de gamla lokalerna till ITU Tower. I samma område finns en mängd internationella organisationer, exempelvis
- Organisation international de proprieté intellectuelle/World Intellectual Property Organization (OMPI/WIPO)
- Organisation mondial de méteorolgie/International Meteorological Organization (OMM/IMO)
- International Electrotechnical Commission, IEC
- Comité international Croix Rouge (CICR), Internationella Rödakorskommitten
- International Federation of Red Cross and Red Crescent Societies, IFRC (tidigare benämnt League of Red Cross, Red Crescent and the Red Lion and Sun Societies, LRCS), Rödakorsföreningarnas internationella förbund
- Svenska utrikesdepartementets (UD) permanenta genèvedelegation

Alla ligger alldeles i närheten av FN:s europakontor vid Place des Nations. På lite längre avstånd inom staden finns ytterligare många andra internationella organisationer.

## Verksamheter
1956 slogs CCIT och CCIF samman till Comité consultatif international de télégraphique et de téléphonique, CCITT.
1989 inrättades Telecommunication Development Bureau, BDT med uppgift att bistå utvecklingsländer med råd och dåd för effektiv telekommunikation.
Plenipotentiärkonferensen 1992 i Genève beslöt om en genomgripande omorganisation av ITU i syfte att effektivisera arbetet och göra det mer flexibelt. De tidigare organisationerna CCITT, CCIR och BDT ersattes av
- ITU–T med ansvar för telekommunikationsstandard
- ITU–R med ansvar för radiokommunikation
- ITU–D med ansvar för utveckling av telekommunikationen

Dessutom finns som tidigare det permanenta Generalsekretariatet, som under generalsekreteraren håller ihop det hela och har ansvaret för de praktiska arrangemangen kring ITU:s olika konferenser.

### Praktiska konferensdetaljer
När ITU har större konferenser i Genève hyr man in sig i Centre international de conférences Genève (CICG) i grannkvarteret, en kolossal konferensbyggnad med många stora och små sammanträdeslokaler och ett välutvecklat system med simultantolkar för de sex officiella språken:
- Arabiska
- Engelska
- Franska
- Kinesiska
- Ryska
- Spanska

Vid plenarmöten får talaren fritt välja vilket språk som helst av dessa, och tolkning ska ske till alla de andra. I mindre arbetsgrupper, som i stort antal arbetar parallellt, begränsar man sig till tre arbetsspråk, som ska tolkas:
- Engelska
- Franska
- Spanska

I de minsta grupperna, om delegaterna har tillräckliga språkkunskaper, kan man komma överens om att begränsa sig till enbart ett eller två av arbetsspråken.
Simultantolkning är mycket ansträngande, och tolkarna måste få avlösning efter ungefär 20 minuter. Tolkarna är synnerligen kvalificerade, inte bara i språk som sådant, utan de måste också blixtsnabbt riktigt tolka alla de speciella fackuttryck, som förekommer på internationella konferenser. Det krävs en mycket stor kader tolkar vid en stor konferens.
Till detta kommer att det även måste finnas översättare (translatörer), som har helt andra kvalifikationer än simultantolkarna. Översättarna har att inom några timmar översätta hundratals konferensdokument – som vart och ett kan omfatta åtskilliga sidor – till åtminstone de tre arbetsspråken, men slutdokumenten måste finnas på alla sex officiella språken.
ITU-T har bland annat utformat OSI-modellen. Gruppen arrangerar nationella samsystem så att telefonin kan fungera mellan nationerna. Ett litet led i detta mycket stora arbete är att hålla landsnummertelefonkatalogen aktuell.
Ett annat arbete är att utforma regler för hur avräkning ska ske för transittrafik. För att därvid kringgå problem med de ständigt varierande valutakurserna, noteras de principiella taxorna i guldfranc.
Mobiltelefonsystemet GSM togs fram av en arbetsgrupp, Groupe Spéciale Mobile inom CCITT. Akronymförklaringen Global System for Mobile Communications är en efterkonstruktion, när Groupe Spéciale Mobile efter avslutat arbete upplöstes.
En stor uppgift för undergruppen ITU-R (f d CCIR) är att styra användningen av radiospektrum och hålla ordning på användning av radioanropsignaler. Reglerna för hur allt detta ska ske är fastställda i Radioreglementet.
Organisationen etablerar nya standarder och styr genom Telekonventionen tillämpningen av internationella radio- och andra telekommunikationssystem. Sverige har ratificierat (erkänt) Telekonventionen (indirekt lagstiftning). Genom att vi har anslutit oss till Telekonventionen har vi förbundit oss att följa de reglementen, som ITU utfärdar.
ITU ger bl a ut publikationen ITU News (tidigare Telecommunication Journal.)
List of Publications, som tidigare var i pappersform, tillhandahålls numera endast i form av en mini-CD.

## Internationella teleunionens regioner

ITU regioner.
Region 1
Region 2
Region 3

Internationella teleunionen delar upp världen i tre regioner, ITU regions, med syftet att hantera det globala radiospektrumet. Varje region har sin egen uppsättning av frekvenstilldelningar, det huvudsakliga skälet för att definiera regionerna.
- Region 1 består av Europa, Afrika, Mellanöstern väster om Persiska viken inklusive Irak, tidigare Sovjetunionen och Mongoliet.

- Region 2 består Amerika, Grönland och delar av östliga öar i Stilla havet.

- Region 3 består huvudsakligen av Asien utom tidigare Sovjetunionen, Iran och länder öster om Iran, samt större delen av Oceanien.

Grönland utgör en stötesten i det att området geografiskt tillhör Region 2 men nationellt tillhör Danmark som ligger i Region 1. Detta måste därför hanteras särskilt i Radioreglementet.